# Lithornithidae

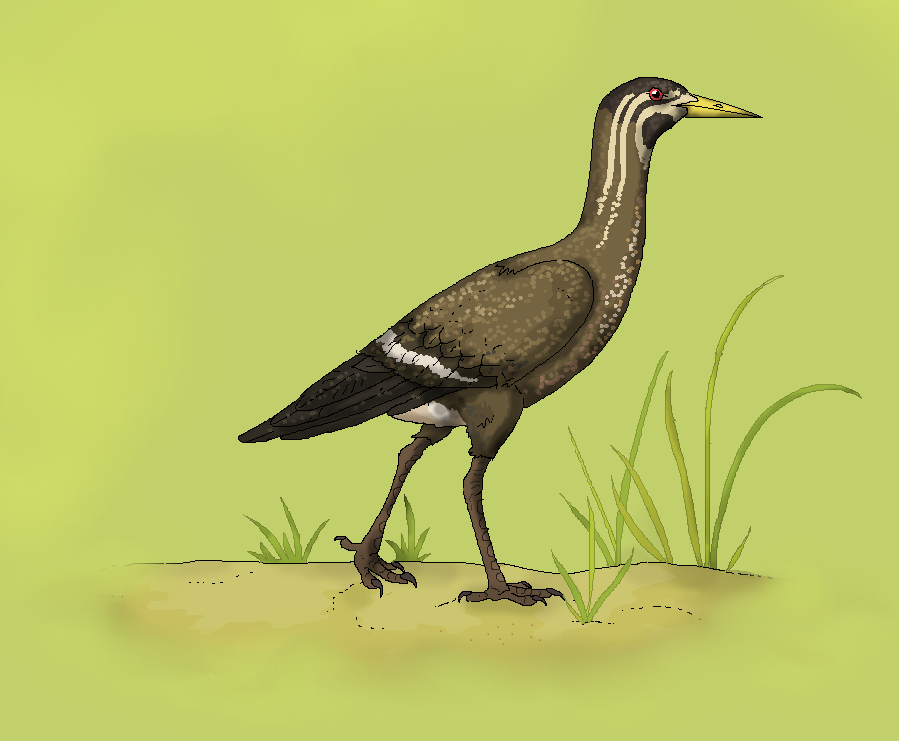
Реконструкция типового вида Lithornis

Lithornithidae (лат., возможное русское название — литорнитиды) — семейство вымерших бескилевых птиц, единственное в отряде Lithornithiformes. Эти птицы жили во времена палеоцена — эоцена в Европе и Северной Америке. Внешне напоминали современных тинаму. Имели длинный и тонкий клюв. Были способны к полёту, ноги были предназначены для сидения на ветвях деревьев.

## Классификация
В семейство включают следующие вымершие таксоны:
- Calciavis grandei Nesbitt, 2016
- Fissuravis weigelti Mayr, 2007
- Paracathartes howardae Harrison, 1979 (ранний эоцен, западно-центральная часть США)
- Pseudocrypturus cercanaxius Houde, 1988
- Lithornis Owen, 1840 [Promusophaga Harrison & Walker, 1977; Pediorallus Harrison, 1984; Parvigyps Harrison & Walke, r 1977] (палеоцен — раний эоцен)
  - Lithornis celetius Houde, 1988
  - Lithornis plebius Houde, 1988
  - Lithornis promiscuus Houde, 1988
  - Lithornis nasi (Harrison, 1984) Houde, 1988 [Pediorallus nasi Harrison, 1984]
  - Lithornis hookeri (Harrison, 1984) Houde, 1988 [Pediorallus hookeri Harrison, 1984]
  - Lithornis vulturinus Owen, 1840 [Parvigyps praecox Harrison & Walker, 1977; Promusophaga magnifica Harrison & Walker, 1977; Pediorallus barbarae Harrison & Walker, 1977a] (ранний эоцен Англии)